# Каспер Вайґель
Каспер Вайґель (пол. Kasper Weigel; 10 червня 1880 — 4 липня 1941) — видатний польський вчений геодезист і фотограмметрист, доктор технічних наук, професор Львівської Політехніки.

## Біографія
Народився у Львові (Королівство Галичини і Володимирії, Австро-Угорська імперія).
Закінчив 2-гу німецькомовну державну вищу гімназію (1898, тепер ліцей № 8 Львівської міської ради) та інженерний факультет Вищої політехнічної школи у Львові (ВПШ, з 1921 р. — Львівська політехніка) у Львові (1903). Учень геодезиста Северина Відта (1862—1912) та астронома Вацлава Ласки (1862—1943). У 1903–1908 роках працював на будівництві залізниці Львів — Підгайці, потім з 1908 р. — асистентом, ад'юнктом і доцентом, а у 1912-1941 рр. — професором і третім завідувачем кафедри геодезії ВПШ.
У 1919 р. працює шефом геодезичної секції Міністерства громадських робіт Польщі, у 1920–1921 рр. — деканом комунікаційного відділення факультету водного і шляхового будівництва, а у 1929–1930 навчальному році — ректором, а у 1930–1931 навчальному році — проректором Львівської політехніки. Був також керівником Екзаменаційної комісії для приватних геодезистів у Львові.
Після входження Західної України до складу УРСР у вересні 1939 р. продовжує керувати кафедрою. Однак мирну працю перервала Друга світова війна. Під час німецької окупації Львова у ніч з 3 на 4 липня 1941 р. К. Вайґеля разом з єдиним сином магістром прав Юзефом Вайґелем (*1908) заарештували і разом з іншими львівськими вченими розстріляли на Вулецьких пагорбах. Місце поховання невідоме.
Автор приблизно 50 наукових праць і навчальних посібників з геодезії, вирівнювальних обчислень, фотограмметрії і математики, написаних німецькою, польською, англійською і французькою мовами. До цього часу не втратили свого значення його підручники «Rachunek wyrównawczy» (1923, 1926), «Miernictwo II» (1926), «Geodezja(Miernictwo)» (1938).
Піонер та ініціатор застосування в Польщі фотограмметрії, трилатерації та інтерферометрії для вимірювання віддалей. Під його керівництвом проводились значні польові науково-виробничі роботи. Було виконано фототеодолітне знімання і складена карта східної частини Високих Татр (1917–1927), інварними дротами виміряно Коломийський базис (1929–1930), побудовано і відспостережено у Львові мережу тріангуляції у вигляді центральної системи навколо пункту Піскова гора нім. Sandberg (1932), а у 1934–1938 рр. разом з іншими кафедрами геодезичного відділення складено карту Львова за результатами аерофотознімання 1933 р.
Член Державної геодезичної ради, член Академії технічних наук, голова секції геодезії і геофізики Польської академії наук, член Постійної комісії Міжнародної геодезичної і геофізичної спілки (МГГС), член Міжнародного фотограмметричного товариства (МФТ), член-засновник і перший голова Польського фотограмметричного товариства (1930–1939), член наукових товариств у Львові і Варшаві тощо. Учасник конгресів МГГС (1927, 1930) і МФТ (1926, 1930, 1938).
Довголітній куратор товариства Братньої допомоги студентів, Технічного хору студентів і Спілки студентів-геодезистів Львівської політехніки, віце-голова Літературного казино тощо. Належав і до багатьох культурних товариств, а як великий шанувальник музики, брав участь у концертах і сам складав твори, які пізніше виконував студентський хор.

## Учні
Серед його учнів велика плеяда польських і українських вчених. У Польщі це Едмунд Вільчкевіч (*1891-†1946), Міхал Францішек Пашкевіч (*1896-†1966), Збігнев Скоупскі (*1903-†1985), Юзеф Кожуховський (*?-†1968), Юзеф Різнер (*1881-†1955), Ян Цісло (*1912-†?), Тадеуш Каліш (*1905-†1972), Мечислав Врона (*1903-†1961), Роман Глібовіцкі (*1911-†1999), Роман Ґалас (*?-†?), Юзеф Адамскі (*?-†?), Валенти Шпунар (*1904-†1989), Чеслав Камеля (*1910-†1992) та інші. У Канаді працював Теодор Блахут (*1915-†2004), у Венесуелі — Бернард Вагль (*?-†?), в Африці — Оскар Бальцар (*?-†?), а у США — Роман Кароль Хроущ (*1914-†?) і Орест Макар (*1909-†1969). До речі, професор Сент-Люїського університету Орест Степанович Макар після Другої світової війни повернувся до Львова і працював на кафедрах аерофотогеодезії і геодезії геодезичного факультету Політехнічного інституту.

## В пам'яті нащадків

Меморіальна таблиця на вул. Саксаганського, 3 у Львові

Ім'я вченого достойно шанується сучасними геодезистами Польщі і України.
У Вроцлаві його ім'я присвоєно геодезичному технікуму (1972), а у Ряшеві він став патроном кафедри геодезії на Відділі будівництва і інженерії середовища місцевої політехніки.
Не забула свого третього завідувача і кафедра геодезії Львівської політехніки, яка 7 червня 1991 р. провела засідання, присвячене його пам'яті (з нагоди 50-ліття від дня смерті), на якому були присутні і виступили віце-консул Республіки Польща Добєслав Жемєнєвскі, представники товариств польської культури Львівщини Станіслав Черкас та проф. Лешек Мазепа і «Ческа беседа» О. Дрбал. З доповіддю про життя і діяльність вченого виступив доц. Р. С. Сидорик (*1930-†1998). На цьому засіданні вперше після Другої світової війни громадськості показали бронзовий бюст проф. К. Вайґеля (1930 р.) роботи доцента Львівської політехніки скульптора Яна Нальборчика (*1870-†1948). Співробітники кафедри брали участь і в Українсько-польському симпозіумі, присвяченому пам'яті проф. К. Вайґеля, який відбувся 19 — 23. листопада 1995 р. у Львові. Серед членів оргкомітету були А. Л. Островський (*1923-†2008), К. Р. Третяк, О. Й. Дрбал та І. С. Сідоров. На симпозіумі виступили А. Л. Островський та О. Й. Дрбал. Учасники симпозіуму взяли участь у поминальному Богослужінні в Архікафедральній базиліці Успіння Пресвятої Діви Марії, поклали квіти до Пам'ятного хреста на місці загибелі К. Вайґеля та інших львівських вчених на Вулецьких горбах та взяли активну участь у відкритті (20 листопада) меморіальної дошки вченому (скульптор Василь Ярич, архітектор Михайло Бендина) на будинку на вул. Саксаганського, 3, де він мешкав.